# برنارد بولتسانو
برنارد پلاسیدوس یوهان نپوموک بولتسانو (به آلمانی: Bernhard Placidus Johann Nepomuk Bolzano)، (زاده ۵ اکتبر ۱۷۸۱ – درگذشته ۱۸ دسامبر ۱۸۴۸) فیلسوف، ریاضی‌دان و منطق‌دان برجسته، اهل بوهم، جایی که اکنون چک خوانده می‌شود.
او مهمترین منطقدان در فتره میان گوتفرید لایبنیتس و گوتلوب فرگه است. او از اولین کسانی بود که به ساختار معنایی (سمانتیکی) گزاره‌ها توجه کرد.
گرچه به نظر نمی‌رسد که برخی از اولین فیلسوفان تحلیلی چون فرگه و راسل از کارهای او آگاه بوده باشند اما ریشه‌های برخی از آرای راسل، کواین و کارنپ را به روشنی در کارهای او می‌توان دید. برای همین هم مایکل دامت او را «پدر پدربزرگ فلسفه تحلیلی» می‌خواند.